# Volkskommissariat für Panzerindustrie
Das Volkskommissariat für Panzerindustrie der UdSSR (russisch Народный комиссариат танковой промышленности СССР Narodny komissariat tankowoi promyschlennosti SSSR; Abkürzung: НКТП СССР; Transkription: NKTP SSSR) war ein staatliches Organ der Sowjetunion, welches für die Sowjetische Panzerproduktion im Zweiten Weltkrieg zuständig war. Es entspricht einem heutigen Ministerium und wurde am 11. September 1941 gegründet, nachdem es zu Beginn des Deutsch-Sowjetischen Krieges große Verluste an Panzern gab.

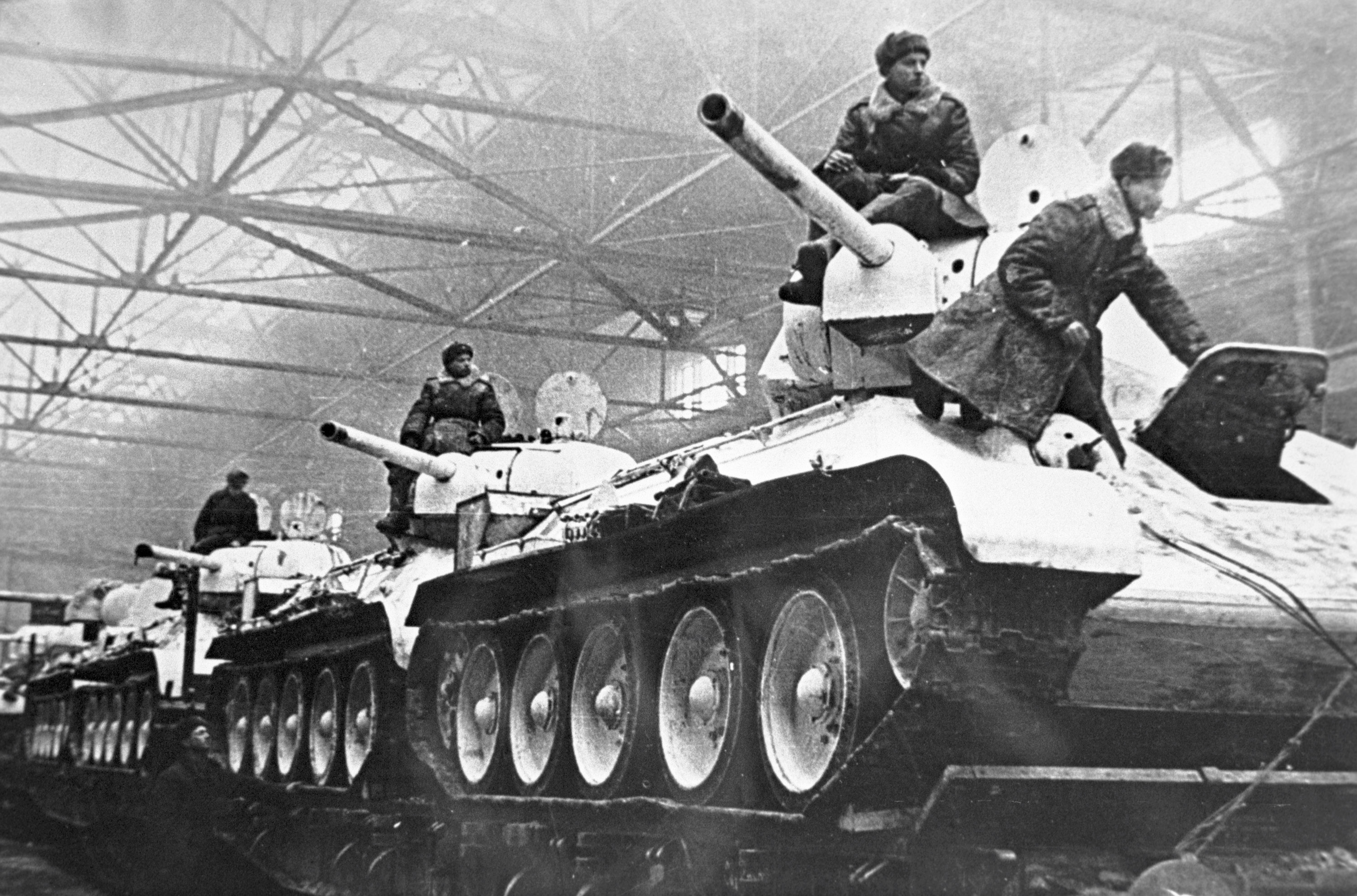
Verladung von T-34 im Werk „Uralmasch“ in Swerdlowsk. (Februar 1942)

Zu dieser Zeit gab es in der Sowjetunion solche spezialisierten Volkskommissariate auch für andere Zweige der Rüstungsindustrie, beispielsweise für die Luftfahrt. Wegen der Kriegslage wurde das Volkskommissariat für Panzerindustrie statt in Moskau in Tscheljabinsk eingerichtet. Das dortige Traktorenwerk wurde bereits kurz nach Kriegsbeginn auf die Produktion von Panzern umgestellt.
Der erste Volkskommissar für Panzerindustrie war Wjatscheslaw Malyschew (russisch Вячеслав Александрович Малышев). Im Juli 1942 wurde er von Isaak Salzman (Исаак Зальцман) abgelöst.
Das Volkskommissariat war anfangs nur für die Produktion der schweren Panzer aus der KW-Serie (KW-1, KW-2) zuständig. Die mittleren Panzer des bekannteren Typs T-34 wurden bereits ab 1940 gebaut.